# Тун, Кристиан
Кристиан Альфред Тун (нем. Christian Alfred Thun; род. 24 февраля 1992, Швельм, Северный Рейн-Вестфалия, Германия) — перспективный немецкий и итальянский боксёр-профессионал, выступающий в тяжёлой весовой категории.
Бывший член национальной сборной Италии по боксу (с 2013 года) в любителях.
Среди профессионалов бывший Континентальный чемпион по версии IBO Continental (2020—2022) в тяжёлом весе.
Лучшая позиция по рейтингу BoxRec — 80-я (июнь 2022) и является 10-м среди немецких боксёров тяжёлой весовой категории, — войдя в ТОП-120 лучших тяжеловесов всего мира.

## Биография
Он родился 24 февраля 1992 года в городе Швельм, в Германии, в семье отца-немца и матери-итальянки.
Когда ему было 5 лет он переехал в Италию, а затем около 12 лет снова переехал в Англию, где и начал свою любительскую боксёрскую карьеру.
Наряду с боксом, Тун также получил степень бакалавра в области управления международным бизнесом в Лондоне. Он говорит на пяти языках: английском, итальянском, немецком, испанском и русском.
Сегодня он уже достаточно продолжительное время проживает в Майами, в США.

## Любительская карьера
Он познакомился с боксом в спортзале Peacock Gym в Лондоне и провёл свой первый бой в 15 лет. Проведя большую часть своей любительской карьеры в Англии, Тун имел возможность боксировать за Италию, где он в 2013 году обеспечил себе место в Олимпийской сборной Италии.
Его любительский рекорд составил 49 побед и 6 поражений.

## Профессиональная карьера
Ещё до начала профессиональной карьеры и уже после её начала, он присутствовал в тренировочном лагере и был спарринг-партнёром таких чемпионов как: Владимир Кличко, Деонтей Уайлдер, Тайсон Фьюри, Энтони Джошуа, Луис Ортис, Мануэль Чарр, Джеральд Вашингтон, Жоан Дюопа, Иван Дычко и других.
Затем он заключил контракт с французским спортивным менеджером Мехди Амаром.
И 2 марта 2018 года в Фонвьее (Монако) Кристиан дебютировал на профессиональном ринге, где он досрочно техническим нокаутом во 2-м раунде победил грузина Георгия Урджумелашвили (4-3).
В 2018 году он одержал ещё две победы, в июне нокаутом в 1-м раунде против Давида Гогишвили (15-10) и в сентябре по очкам решением судьи против Юлоджа Баканда Буле (2-2).
16 марта 2019 года в Барселоне (Испания) он победил опытного белоруса Виктора Чваркова (2-4) путём дисквалификации в 6-м раунде после двух преднамеренных ударов головой от Чваркова.
В августе 2020 года он досрочно победил опытного американца Джейсона Бергмана (27-17-2). А затем 14 ноября 2020 года в Гамбурге (Германия) досрочно путём отказа от продолжения боя после 3-го раунда победил опытного боснийца Мирко Тинтора (15-4-1), и завоевал вакантный титул Континентального чемпиона по версии IBO Continental в тяжёлом весе.
В августа 2021 года был запланирован его бой против бывшего чемпиона мира австралийца Лукаса Брауна (29-3), но он не состоялся.
25 марта 2022 года в Плант-Сити (США) досрочно техническим нокаутом в 1-м раунде победил опытного американца Амрона Сэндса (11-1).
9 июля 2022 года в Плант-Сити (США) решение большинства судей (счёт: 75-75, 73-76, 72-78) проиграл американскому опытному джорнимену Кёртису Харперу (14-8, 9 КО), упав в нокдаун в 3-м раунде.
20 января 2024 года в Голливуде (США) вернулся на ринг после поражения и победил в третьем раунде джорнимена Джейсона Бергмана (27-20-2) которого уже побеждал в 2020 году.

## Таблица профессиональных поединков
В таблице перечислены результаты всех поединков боксёров.
В каждой строке указан результат поединка. Дополнительно номер поединка обозначен цветом, который обозначает итог поединка. Расшифровка обозначений и цветов представлена в нижеследующей таблице.
| Пример | Расшифровка                     |
| ------ | ------------------------------- |
|        | Победа                          |
|        | Ничья                           |
|        | Поражение                       |
|        | Планируемый поединок            |
|        | Поединок признан несостоявшимся |
| КО     | Нокаут                          |
| ТКО    | Технический нокаут              |
| PTS    | Решение судей (по очкам)        |
| UD     | Единогласное решение судей      |
| MD     | Решение большинства судей       |
| SD     | Раздельное решение судей        |
| RTD    | Отказ от продолжения боя        |
| DQ     | Дисквалификация                 |
| NC     | Поединок признан несостоявшимся |

| 10 поединков, 9 побед (7 нокаутом), 1 поражение. | 10 поединков, 9 побед (7 нокаутом), 1 поражение. | 10 поединков, 9 побед (7 нокаутом), 1 поражение. | 10 поединков, 9 побед (7 нокаутом), 1 поражение. | 10 поединков, 9 побед (7 нокаутом), 1 поражение.                       | 10 поединков, 9 побед (7 нокаутом), 1 поражение. | 10 поединков, 9 побед (7 нокаутом), 1 поражение.                                             |
| Бой                                              | Рекорд                                           | Дата боя                                         | Соперник                                         | Место проведения боя                                                   | Раундов                                          | Дополнительно                                                                                |
| ------------------------------------------------ | ------------------------------------------------ | ------------------------------------------------ | ------------------------------------------------ | ---------------------------------------------------------------------- | ------------------------------------------------ | -------------------------------------------------------------------------------------------- |
| 10                                               | 9-1                                              | 20 января 2024                                   | Джейсон Бергман (27-20-2)                        | Seminole Hard Rock Hotel & Casino Hollywood, Голливуд, Калифорния, США | TKO 3 (8), 2:59                                  |                                                                                              |
| 9                                                | 8-1                                              | 9 июля 2022                                      | Кёртис Харпер (13-8)                             | Whitesands Events Center, Плант-Сити, Флорида, США                     | MD 8 (8)                                         | Счёт: 75-75, 73-76, 72-78. Тун в нокдауне в 3-м раунде.                                      |
| 8                                                | 8-0                                              | 25 марта 2022                                    | Амрон Сэндс (11-1)                               | Whitesands Events Center, Плант-Сити, Флорида, США                     | TKO 1 (8), 2:22                                  |                                                                                              |
| 7                                                | 7-0                                              | 19 ноября 2021                                   | Кинан Хикмон (6-6-1)                             | Buckhead Fight Club, Атланта, Джорджия, США                            | TKO 1 (6), 1:47                                  |                                                                                              |
| 6                                                | 6-0                                              | 14 ноября 2020                                   | Мирко Тинтор (15-4-1)                            | Universum Gym, Гамбург, Германия                                       | RTD 3 (10), 3:00                                 | Завоевал вакантный титул Континентального чемпиона по версии IBO Continental в тяжёлом весе. |
| 5                                                | 5-0                                              | 15 августа 2020                                  | Джейсон Бергман (27-17-2)                        | Ocean Center, Дейтона-Бич, Флорида, США                                | RTD 5 (8), 3:00                                  |                                                                                              |
| 4                                                | 4-0                                              | 16 марта 2019                                    | Виктор Чварков (2-4)                             | Hotel W, Барселона, Каталония, Испания                                 | DQ 6 (6)                                         | Дисквалификация Чварков после двух преднамеренных ударов головой.                            |
| 3                                                | 3-0                                              | 14 сентября 2018                                 | Юлодж Баканда Буле (2-2)                         | Recinto Ferial, Альбасете, Кастилия-Ла-Манча, Испания                  | PTS 8 (8)                                        |                                                                                              |
| 2                                                | 2-0                                              | 23 июня 2018                                     | Давид Гогишвили (15-10)                          | Hotel Novotel Madrid Center, Мадрид, провинция Мадрид, Испания         | KO 1 (6)                                         |                                                                                              |
| 1                                                | 1-0                                              | 2 марта 2018                                     | Георгий Урджумелашвили (4-3)                     | Espace Léo Ferré, Фонвьей, Монако                                      | TKO 2 (4)                                        | Дебют в профессиональном боксе.                                                              |
| Бой                                              | Рекорд                                           | Дата боя                                         | Соперник                                         | Место проведения боя                                                   | Раундов                                          | Дополнительно                                                                                |